# آن كينيدي
آن كينيدي (بالإنجليزية: Anne Kennedy)‏ هي كاتِبة وشاعرة نيوزيلندية، ولدت في 1959.